# Lycogala
Lycogala ist eine aus nur wenigen Arten bestehende Gattung der Schleimpilze in der Ordnung der Liceida. Ihr bekanntester und häufigster Vertreter ist der Blutmilchpilz (Lycogala epidendrum).

## Beschreibung
Die Fruchtkörper sind runde bis konische oder auch kissenförmige Aethalien, am Ansatz üblicherweise stark verjüngt, jedoch ungestielt. Die äußere Schicht (Cortex) ist derb, brüchig oder zäh, glatt oder mit Warzen oder Schuppen gekennzeichnet, die die Oberfläche netzartig mustern. Das farblose Pseudocapillitium ist verzweigt, fast glatt bis warzig oder faltig skulpturiert. Die Sporenmasse ist dunkelbraun, grau oder grellrosa, die Sporen messen 5 bis 8 Mikrometer im Durchmesser.

## Verbreitung und Systematik
Die Gattung ist weltweit verbreitet und besiedelt meist morsches Holz. Sie wurde 1729 von Pier Antonio Micheli erstbeschrieben, die Typusart ist Lycogala epidendrum. Die Gattung umfasst nur wenige Arten, darunter:
- Lycogala confusum
- Lycogala conicum
- Blutmilchpilz (Lycogala epidendrum)
- Lycogala exiguum
- Lycogala flavofuscum
- Lycogala fuscoviolaceum
- Lycogala leiosporum

## Nachweise
1. ↑  
Michael J. Dykstra, Harold W. Keller: Mycetozoa In: John J. Lee, G. F. Leedale, P. Bradbury (Hrsg.): An Illustrated Guide to the Protozoa. Band 2. Allen, Lawrence 2000, ISBN 1-891276-23-9, S. 961–964 (englisch).
2. ↑  
Marie L. Farr: Myxomycetes. In: Flora Neotropica. Band 16. The New York Botanical Garden, New York 1976, ISBN 0-89327-009-1, S. 34.
3. ↑  Heinrich Dörfelt, Gottfried Jetschke (Hrsg.): Wörterbuch der Mycologie. 2. Auflage. Spektrum Akademischer Verlag, Heidelberg/Berlin 2001, ISBN 3-8274-0920-9, S. 190.